# Order Odonata
Order Odonata est une compilation trance psychédélique mythique du label londonien Dragonfly Records sortie aux toutes premières heures de ce style musical en 1994.
Elle fut suivie les années suivantes de plusieurs volumes. On y retrouve une grande partie de la scène émergente londonienne de Trance Goa de l'époque. Le label Dragonfly, fondé par Martin Glover était alors réputé pour produire ceux qui allaient devenir des grands noms de la scène trance internationale, tel que Simon Posford (Hallucinogen/ Shpongle), Raja Ram (boss de TIP World/ Shpongle) ou encore Paul Oakenfold parmi tant d'autres.